# Ľubomír Faktor
Ľubomír Faktor (* 18. března 1967) je bývalý slovenský fotbalový záložník a reprezentant.

## Klubová kariéra
Hrál za ZVL Žilina, VTJ Tábor, SK Slavia Praha, FK Dukla Banská Bystrica, ŠK Slovan Bratislava, 1. FC Košice, Ozeta Dukla Trenčín a FK Nováky. V evropských pohárech nastoupil v 5 utkáních v Lize mistrů a v 7 utkáních v Evropské lize. Za slovenskou reprezentaci nastoupil v 5 utkáních. V československé a slovenské lize nastoupil v 294 utkáních a dal 63 gólů. Získal 5 ligových titulů.

## Reprezentační kariéra
V A-mužstvu Slovenska debutoval 2. 2. 1994 v přátelském zápase proti domácí reprezentaci Spojených arabských emirátů (výhra 1:0). Celkem odehrál v letech 1994–1995 za slovenský národní tým 5 zápasů a vstřelil jednu branku.
Zápasy Ľubomíra Faktora za A-mužstvo Slovenska
| Rok    | Zápasy | Góly |
| ------ | ------ | ---- |
| 1994   | 3      | 1    |
| 1995   | 2      | 0    |
| Celkem | 5      | 1    |

Góly Ľubomíra Faktora za A-mužstvo Slovenska
| Gól | Datum      | Stadion                       | Soupeř | Skóre | Výsledek | Soutěž                               |
| --- | ---------- | ----------------------------- | ------ | ----- | -------- | ------------------------------------ |
| 010 | 6. 2. 1994 | Sharjah Stadium, Sharjah, SAE | Maroko | 01:1  | 2:1      | Sharjah Four-Nations Tournament 1994 |